# Williams Racing

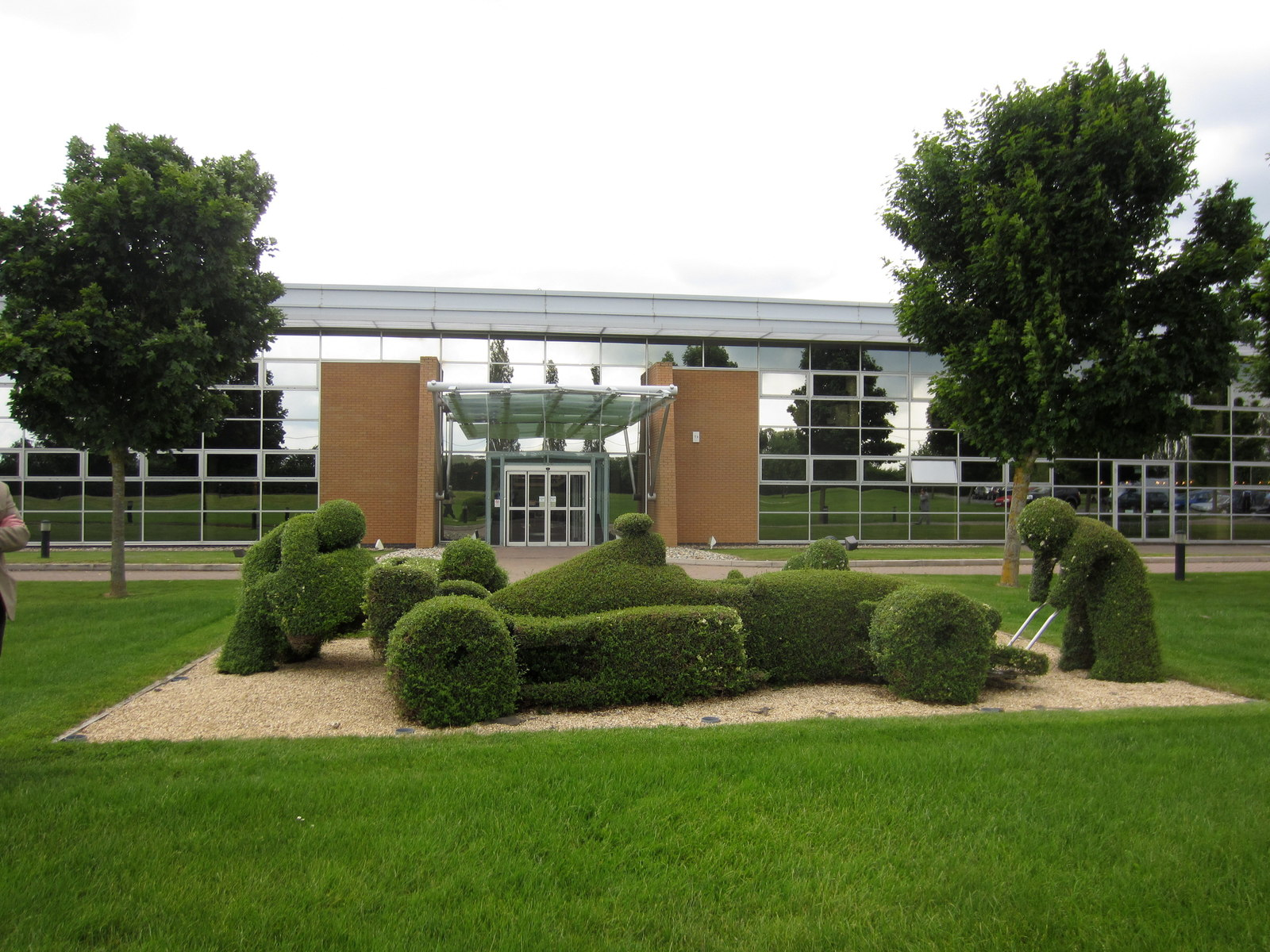
La base de operaciones de Williams se encuentra en Grove, Oxfordshire, Reino Unido.

Williams Grand Prix Engineering Limited, conocido por motivos de patrocinio como Atlassian Williams Racing, es un equipo de Fórmula 1 fundado por Frank Williams y Patrick Head en 1977. Siete pilotos han sido campeones del Campeonato Mundial de Pilotos con Williams: Alan Jones, Keke Rosberg, Nelson Piquet, Nigel Mansell, Alain Prost, Damon Hill y Jacques Villeneuve. A su vez, el equipo ganó nueve Campeonatos de Constructores entre 1980 y 1997. Este fue un récord hasta que Ferrari lo superó en el año 2000. Williams es considerado uno de los cuatro grandes equipos de Fórmula 1, junto con Ferrari, McLaren y Mercedes.
La primera carrera de la escudería fue en el Gran Premio de España de 1977, cuando el equipo corrió con un chasis March y Patrick Nève como piloto. Williams comenzó a construir sus propios monoplazas el año siguiente. El suizo Clay Regazzoni ganó la primera carrera para el equipo en el Gran Premio de Gran Bretaña de 1979, mientras que en el Gran Premio de Gran Bretaña de 1997, el canadiense Jacques Villeneuve ganó la carrera número 100 para el equipo. De esta manera, Williams es uno de los únicos cinco equipos en Fórmula 1, junto con Ferrari, el también inglés McLaren, Mercedes, y Red Bull, en ganar 100 carreras.
Williams ha trabajado con muchos constructores de motores, pero más satisfactoriamente con Renault: Williams ganó cinco de sus nueve Campeonatos de Constructores con la marca francesa.
Todos los monoplazas de Williams son llamados «FW-número», por iniciales del cofundador del equipo, Frank Williams. Además de Fórmula 1, Williams también participó en otros campeonatos de automovilismo, tanto como constructor como equipo.
En 2020, tras más de 40 años de participación y a pesar del prestigio cosechado en el ámbito de la Fórmula 1, el equipo fue adquirido por el holding financiero Dorilton Capital, quienes compraron el equipo a la familia Williams en agosto y presentaron a su nueva junta directiva en septiembre.

## Historia

### Inicios
Williams Grand Prix Engineering Ltd fue fundada por Frank Williams y Patrick Head en 1977. Anteriormente, Frank Williams había poseído el equipo Frank Williams Racing Cars, pero este fue convertido en Walter Wolf Racing tras 1976. La compañía tuvo su primera sede en un almacén de alfombras vacío en Didcot, Oxfordshire, comprado un chasis en marzo de dicho año para competir en la F1 durante la segunda mitad de la temporada 1977
En 1978 Williams regresó con Alan Jones como único piloto. El piloto australiano logrará subir al podio en el GP de Estados Unidos. La temporada de 1979 es aún mejor, Jones se asoció con Clay Regazzoni, Williams logra sus primeras victorias y termina segundo en la clasificación final de constructores.

### Años 1980
En la temporada 1980, con 5 victorias, Alan Jones se convierte en campeón mundial y Williams gana su primera corona de constructores. En 1981, Williams ganó un nuevo título de constructor, pero sin título de piloto. En 1982, Keke Rosberg ganó el título mundial con solo 44 puntos, mientras que el equipo tuvo que conformarse con el cuarto lugar en la clasificación. En 1983, Williams cambiará al motor Honda, sin obtener mejores resultados. Después de un año moribundo 1984, Williams terminó tercero en 1985, para ganar dos nuevos títulos de constructor en 1986 y 1987, gracias a Nigel Mansell y Nelson Piquet, el último campeón mundial en 1987.
En 1988, Williams es abandonado por Honda, el nuevo motor Judd no da los resultados esperados. En 1989, comienza la era de Renault. Detrás del dominante McLaren-Honda, el Williams obtendrá lentamente mejores resultados: vicecampeón en 1989 y 1991. Y ahí es donde comienza la larga línea de títulos de piloto y fabricante.

### Años 1990
En 1992, Nigel Mansell aplastó la temporada, ganando los primeros 5 eventos del campeonato. En 1993, Alain Prost ganó 7 victorias para ganar una cuarta corona mundial. En 1994 y 1995, Damon Hill fallará dos veces contra Schumacher, especialmente en 1994, donde perdió el título solo por una colisión causada por el alemán. Pero los británicos finalmente ganarán el título en 1996, por delante de Jacques Villeneuve, su compañero de equipo que ganó el título en 1997. Durante ese tiempo, el lado del constructor, entre 1992 y 1997, Williams ganará 5 campeonatos de 6, fracasando en 1995 contra la escudería Benetton, ayudado por Schumacher.
Las temporadas de 1998 y 1999 los resultados decaen. Primero con el motor Mecachrome, luego Supertec.

### Años 2000
En 2000, el primer año con el motor BMW, la situación del equipo cambiaría poco. En el año 2001 Juan Pablo Montoya y Ralf Schumacher le permiten al equipo obtener nuevas victorias y enfrentarse a sus mayores rivales. En 2002, detrás de la Scuderia Ferrari, los Williams-BMW logran alcanzar el doblete en Malasia y llevar a McLaren al tercer lugar en el campeonato de constructores.
En 2003, Williams comienza bastante mal, pero se recuperaría bien a mediados de temporada y colocaría a Montoya como contendiente por el título. En la final, Williams terminaría segundo en el campeonato de fabricantes.
En 2004, Williams presenta el FW26 con una trompa revolucionaria. Pero los resultados no son así, y regresan a una nariz más convencional que no impide que el equipo descienda al cuarto lugar. En 2005, Williams tiene dos aspirantes a la Fórmula 1, Mark Webber y Nick Heidfeld. Ambos pilotos lograron subir al podio en Mónaco. Pero toda la temporada sigue siendo comparable a la de 2004, no necesariamente buenas actuaciones.
En 2006, Williams sufrió un duro golpe con la partida de BMW, que decide comprar a Sauber. Para reemplazar a Nick Heidfeld, Frank Williams nombró como segundo piloto a Nico Rosberg, hijo del famoso campeón mundial 1982.
En 2007, la temporada ya es mucho mejor que la anterior: el equipo regularmente acumula puntos e incluso aprovecha el caos del Gran Premio de Canadá para volver al podio. El equipo finalmente ocupa el cuarto lugar.
En 2008, Rosberg es acompañado por Kazuki Nakajima, hijo de Satoru Nakajima. A pesar de las buenas actuaciones en los circuitos urbanos como Mónaco, Melbourne o Singapur, el equipo termina en octavo lugar.
Para 2009, el equipo termina en sexto lugar.

### Años 2010
Es demasiado para el joven Nico Rosberg que firma sin dudar en Mercedes. Se despide a Nakajima y Williams puede comenzar la temporada 2010 cambiando todo.
De hecho, el motor Cosworth regresa a la competencia y reemplaza al motor Toyota. El campeón de la GP2 2009, Nico Hülkenberg, está comprometido y cuenta con el apoyo del experimentado Rubens Barrichello, que está buscando un nuevo desafío. Especialmente Frank Williams está ligeramente por detrás y le da la presidencia del equipo a Adam Parr. El comienzo de la temporada con el FW32 es complicado y ambos pilotos tienen problemas para colgar puntos. Pero en la segunda parte de la temporada las cosas mejoran y Barrichello logra terminar regularmente entre los diez primeros. En un comienzo negativo, Hülkenberg tuvo un gran final de temporada y firmó con el GP de Brasil la pole position, la primera del equipo en cinco años. Al final, aunque no se pudo ganar ningún podio, Williams terminó sexto en la clasificación de fabricantes, justo por delante de Force India.
Pero, lamentablemente, para el 2011, el equipo sufre la partida de sus principales patrocinadores, lo que lo obliga a llamar a un piloto que paga. A pesar de sus buenos servicios, Hülkenberg es agradecido y reemplazado por el venezolano Pastor Maldonado, campeón de GP2 apoyado por el gobierno de su país. En marzo de 2011, el equipo también intentó una apuesta sin precedentes en el mundo de la F1: una OPV.
En la temporada 2013, los pilotos fueron Valtteri Bottas y Pastor Maldonado. El equipo termina en el noveno lugar.
A partir del 2014, y bajo la dirección de Claire Williams, la escudería anunció el uso de unidades de potencia (motores) Mercedes a partir de 2014. Felipe Massa sustituye a Pastor Maldonado. Ambos pilotos obtuvieron podios durante la temporada, logrando que el equipo terminara en tercera posición, tras Mercedes y Red Bull Racing (lo que también se repetiría el 2015, pero esta vez tras Mercedes y Ferrari). La temporada 2016 el equipo terminaría quinto en el campeonato de constructores.
En la temporada 2017, Bottas es remplazado por Lance Stroll, terminado el equipo nuevamente en el quinto puesto.
La temporada 2018 fue bastante mala para la escudería. Felipe Massa es remplazado por Sergey Sirotkin, terminado el equipo en último lugar.
En 2019, Lawrence Stroll abandona su alianza con Williams y se convierte en el nuevo dueño del anterior Force India, Stroll deja Williams para unirse al equipo de su padre. Con la llegada de ROKiT como nuevo patrocinador principal y una nueva dupla de pilotos, George Russell y Robert Kubica, las expectativas fueron altas, llegando a decir que el 4.° puesto era su objetivo. Pero tras un retraso en la pretemporada en la que llegaron dos días más tarde, demostrando los problemas económicos. Estaban a 1-2 segundos del penúltimo y Robert Kubica tuvo muchos problemas de adaptación, llegando a estar casi un segundo por debajo de Russell.

### Años 2020
El año comienza con George Russell y Nicholas Latifi como pilotos oficiales. Asimismo, continua el acuerdo con Mercedes-Benz para la provisión de motores. Durante el mes de mayo de 2020, Williams anunció su ruptura con su patrocinador principal ROKiT, y la opción de venta parcial o total del equipo.

#### Puesta en venta y adquisición por parte de Dorilton Capital
El 29 de mayo de 2020 se dio a conocer la puesta en venta del equipo Williams Racing, debido a problemas financieros derivados de la paralización de las actividades deportivas por causa de la pandemia mundial de Coronavirus. Esta decisión también se dio a colación de la ruptura del acuerdo con su principal patrocinante, la firma ROKiT.
El 21 de agosto de 2020, Williams Racing fue adquirida por el grupo financiero Dorilton Capital, quienes iniciaron el proceso de traspaso con la familia Williams.
Finalmente, el 3 de septiembre de 2020 Claire Williams oficializó su renuncia al directorio de Williams Grand Prix Holdings, poniendo fecha a su salida para después del 6 de septiembre una vez que se dispute el Gran Premio de Italia. Tras este anuncio, horas más tarde fue presentado el nuevo directorio que comandará las acciones de Williams Racing, compuesto por el presidente de Dorilton, Matthew Savage, el licenciado en marketing Darren Fultz y el expiloto James Matthews.

## Denominaciones del equipo
Nombre de la escudería Williams a lo largo de los años:
| Temporadas      | Nombre                          | Observaciones |
| --------------- | ------------------------------- | --- |
| 1977-1978       | Williams Grand Prix Engineering | Nombre fundacional del segundo equipo de Frank Williams                                                                                       |
| 1979            | Albilad-Saudia Racing Team      | Acuerdo de patrocinio con la aerolínea Albilad-Saudia.                                                                                        |
| 1980-1981       | Albilad-Williams Racing Team    | Acuerdo de patrocinio con la aerolínea Albilad-Saudia.                                                                                        |
| 1982-1983       | TAG Williams Team               | Acuerdo de patrocinio con el fabricante de relojes TAG.                                                                                       |
| 1984            | Williams Grand Prix Engineering | Fin del acuerdo con TAG. Retoma su nombre fundacional                                                                                         |
| 1985-1987       | Canon Williams Honda Team       | Acuerdo de patrocinio con el fabricante de óptica y fotografía Canon. Apoyo oficial y provisión de motores por parte de Honda.                |
| 1988-1993       | Canon Williams Team             | Fin de acuerdo oficial con Honda. Ingreso de Judd como proveedor de motores en 1988. Ingreso de Renault como proveedor de motores desde 1989. |
| 1994-1997       | Rothmans Williams Renault       | Acuerdo de patrocinio con la tabacalera Rothmans. Apoyo oficial de Renault.                                                                   |
| 1998-1999       | Winfield Williams               | Acuerdo de patrocinio con la tabacalera Winfield. Fin de acuerdo y retiro de Renault.                                                         |
| 2000 - 2005     | BMW Williams F1 Team            | Acuerdo de patrocinio y provisión de motores con BMW. Cambio de la denominación oficial del equipo a Williams F1 Team                         |
| 2006            | Williams F1 Team                | Fin de acuerdo con BMW. |
| 2007-2011       | AT&T Williams                   | Acuerdo de patrocinio con la empresa de comunicación AT&T.                                                                                    |
| 2012-2013       | Williams F1 Team                | Fin de acuerdo con AT&T. Retoma su segunda denominación oficial.                                                                              |
| 2014-2018       | Williams Martini Racing         | Acuerdo de patrocinio con Martini Racing (División de deportes de Martini & Rossi).                                                           |
| 2019            | ROKiT Williams Racing           | Fin de acuerdo con Martini. Acuerdo de patrocinio con ROKiT.                                                                                  |
| 2020-2024       | Williams Racing                 | Rescisión de acuerdo con ROKiT. Se da a conocer por su tercer nombre oficial.                                                                 |
| 2025-actualidad | Atlassian Williams Racing       | Acuerdo de patrocinio con la compañía de software Atlassian.                                                                                  |

## Monoplazas

### Ganadores del Campeonato de Constructores

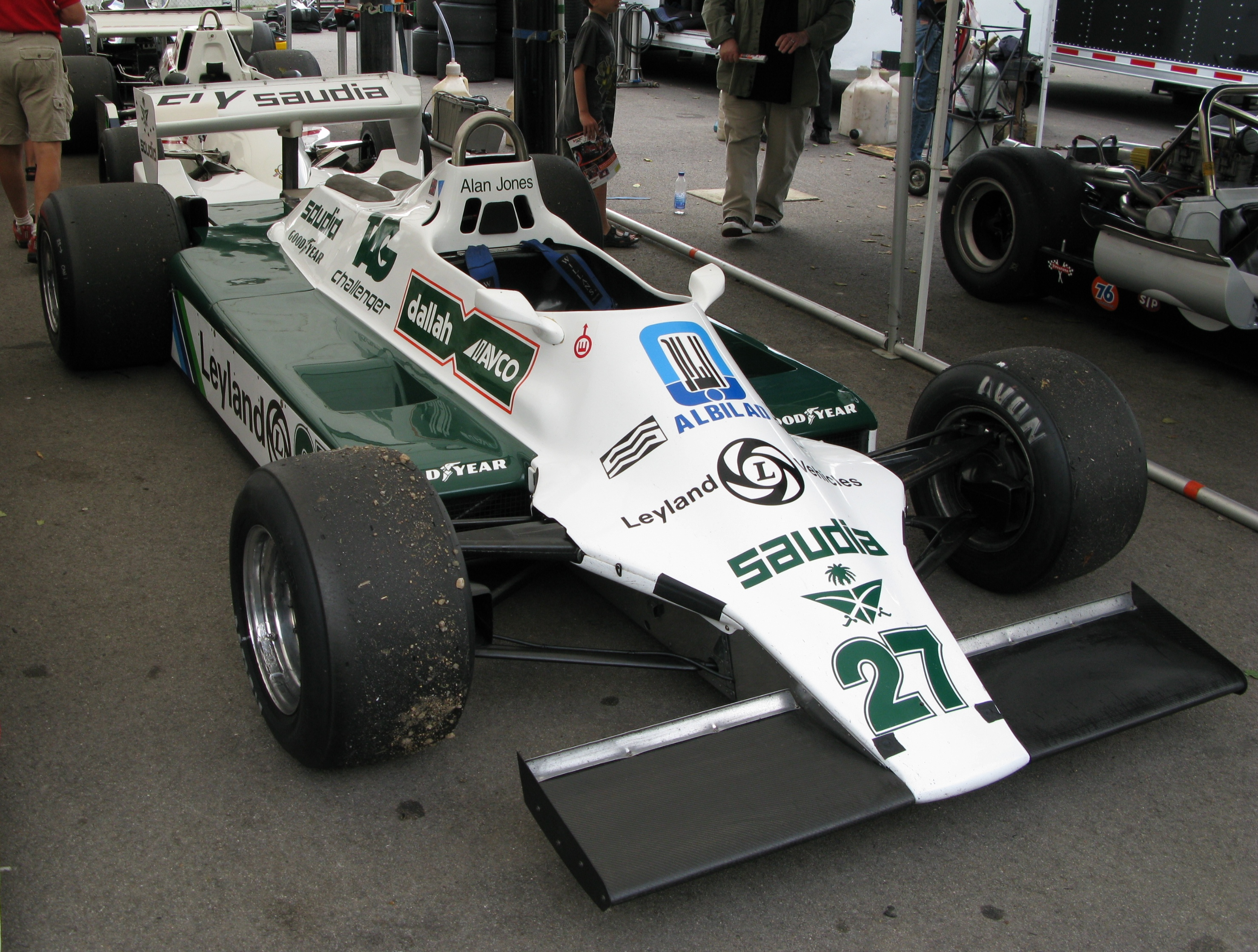
Williams FW07, campeón de constructores temporada 1980
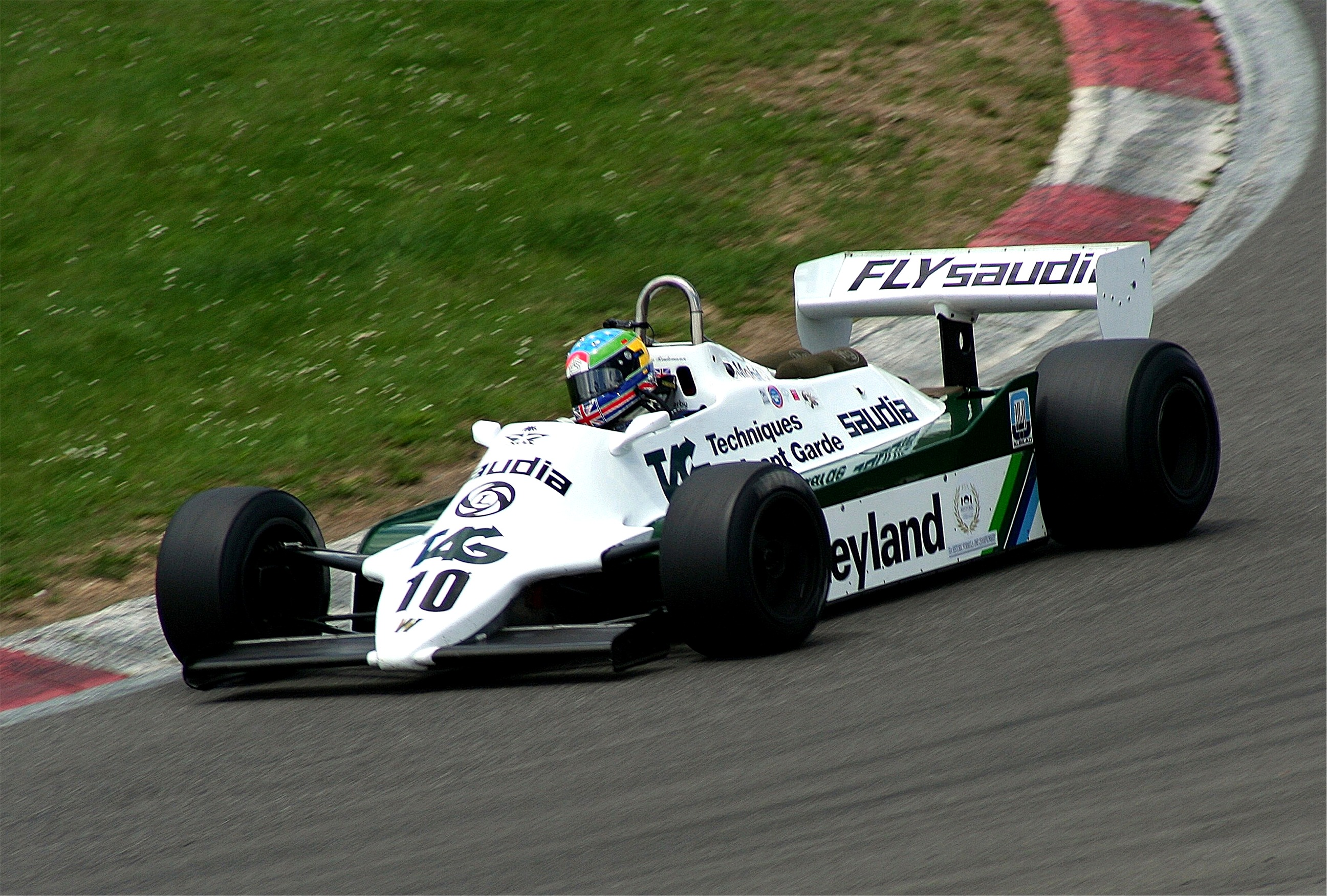
Williams FW07C, campeón de constructores temporada 1981
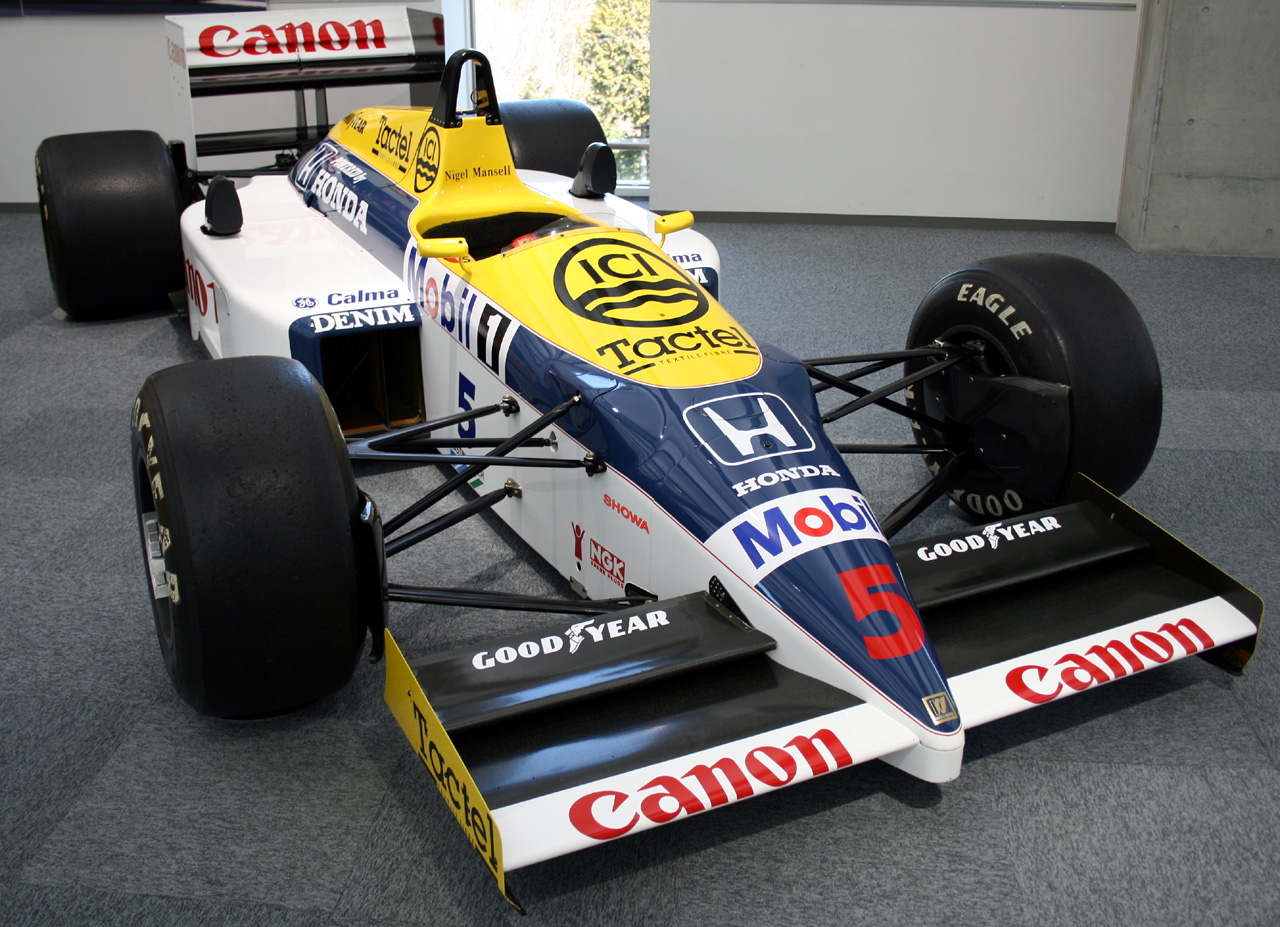
Williams FW11, campeón de constructores temporada 1986
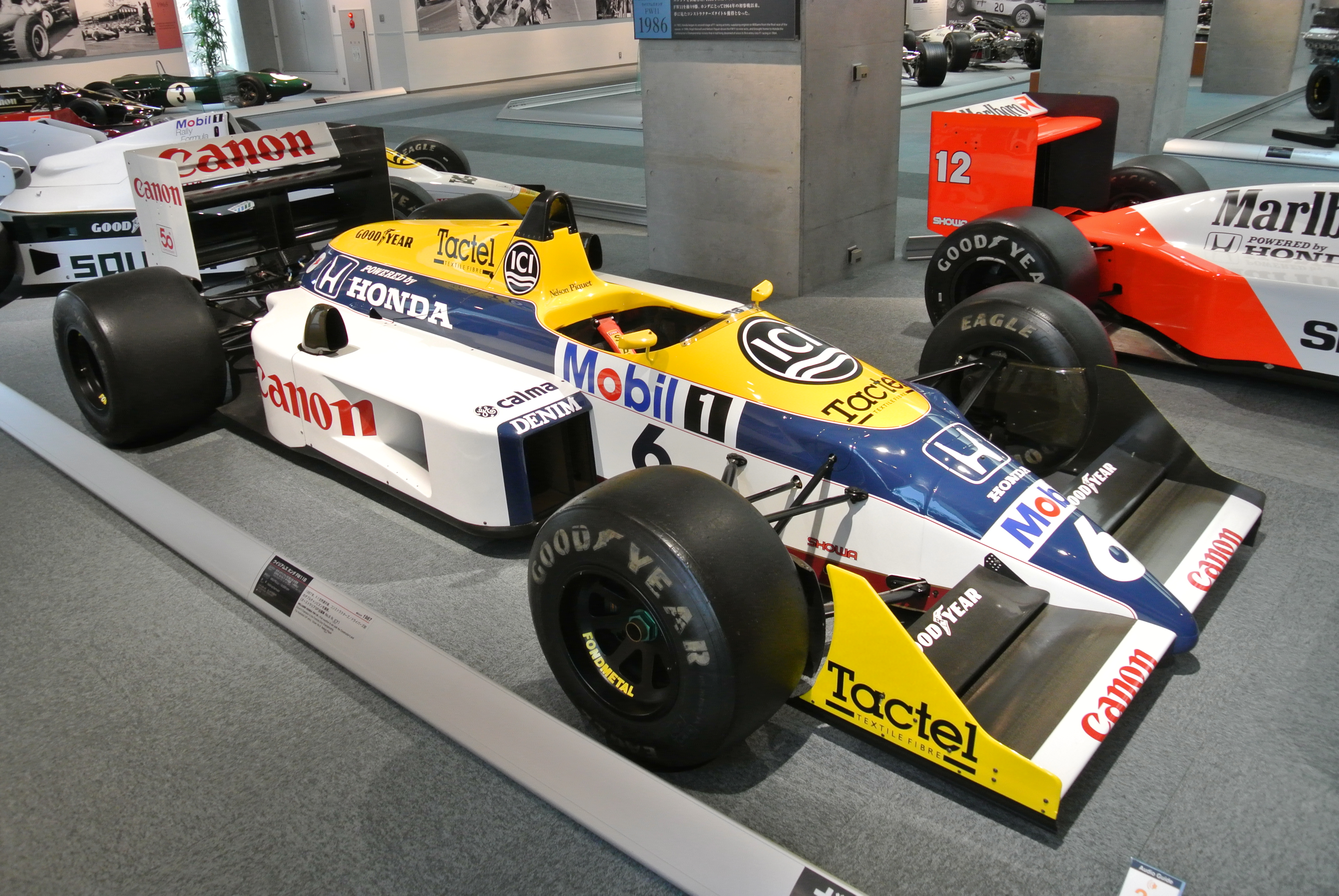
Williams FW11B, campeón de constructores temporada 1987
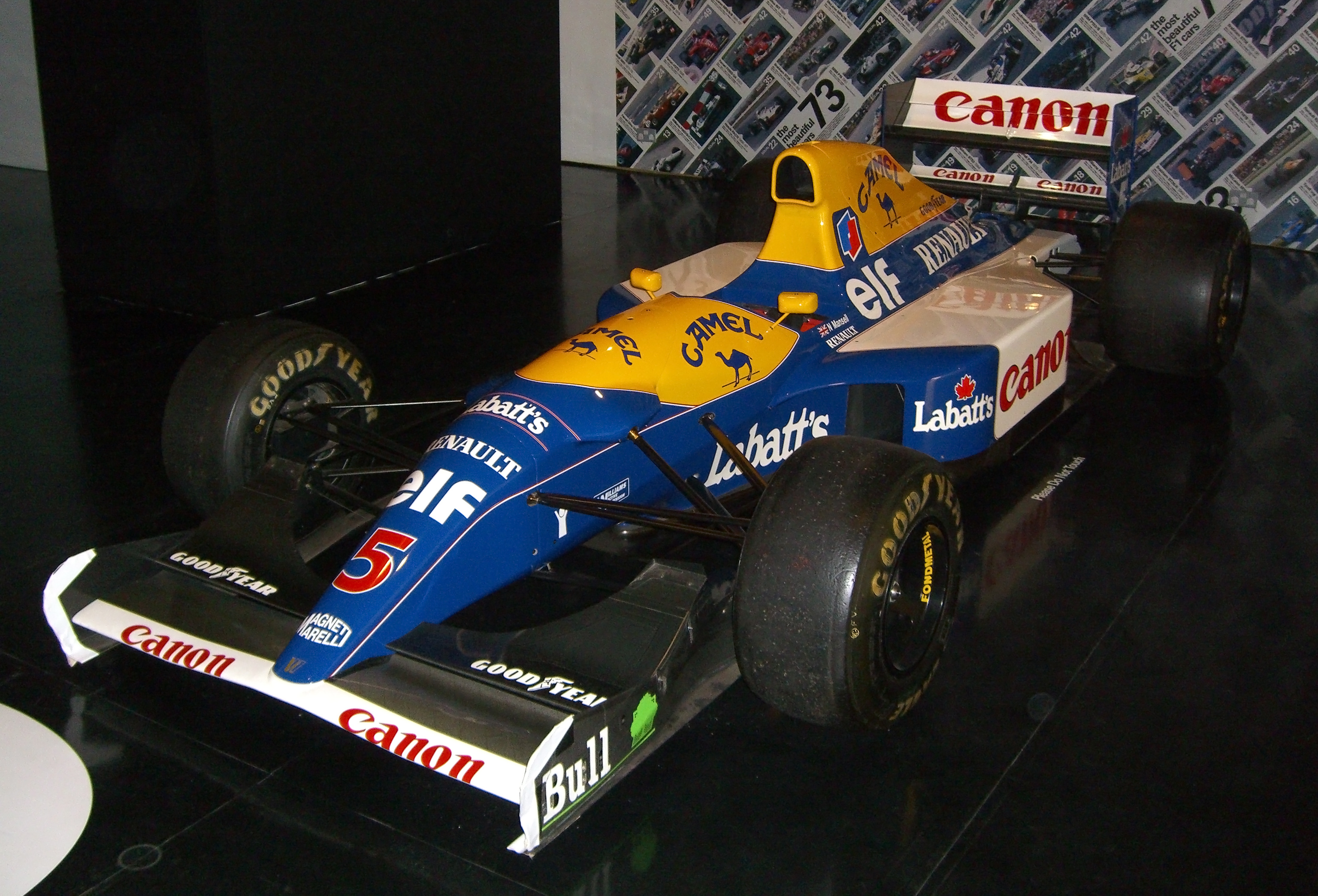
Williams FW14B, campeón de constructores temporada 1992
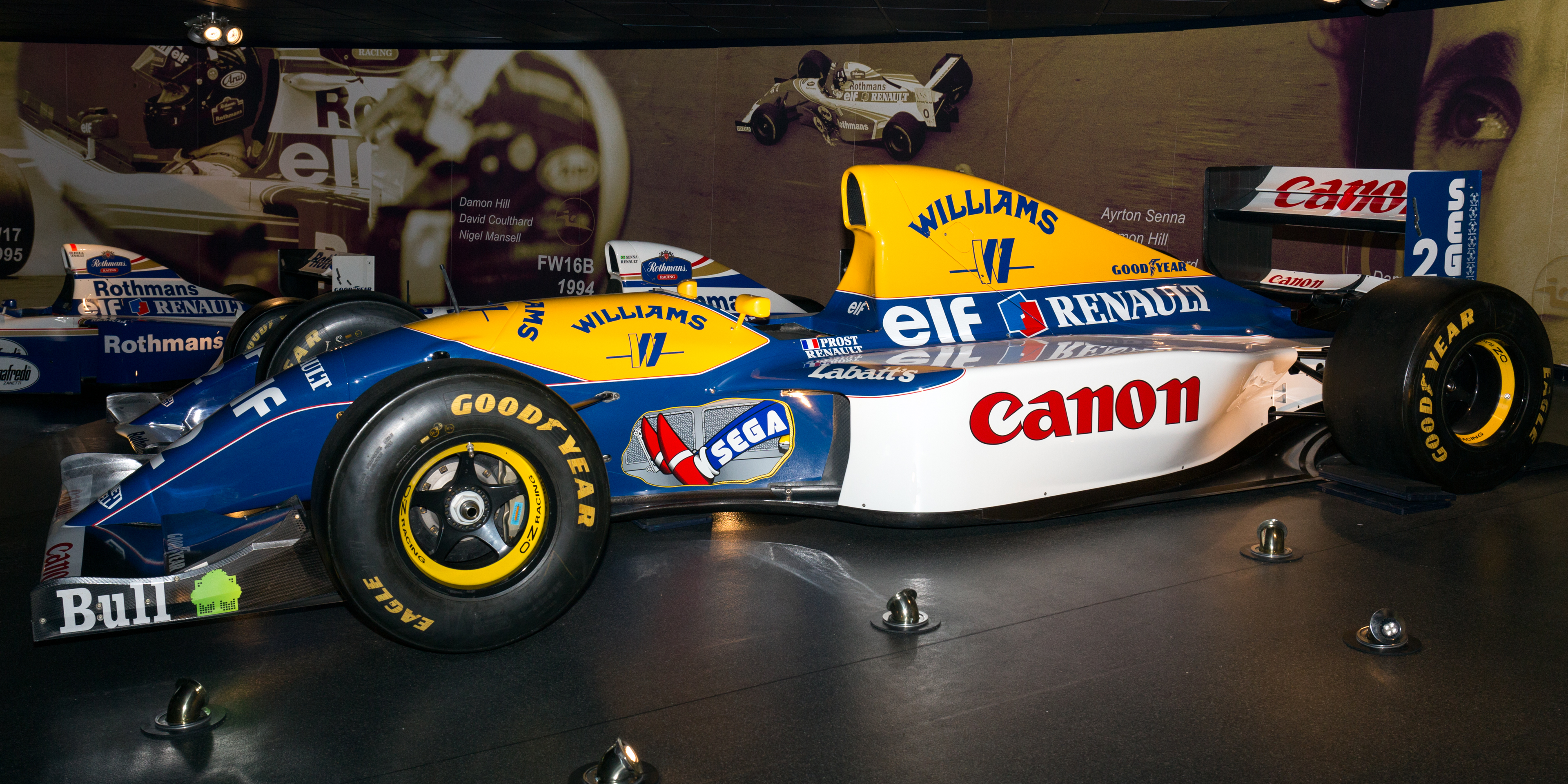
Williams FW15C, campeón de constructores temporada 1993
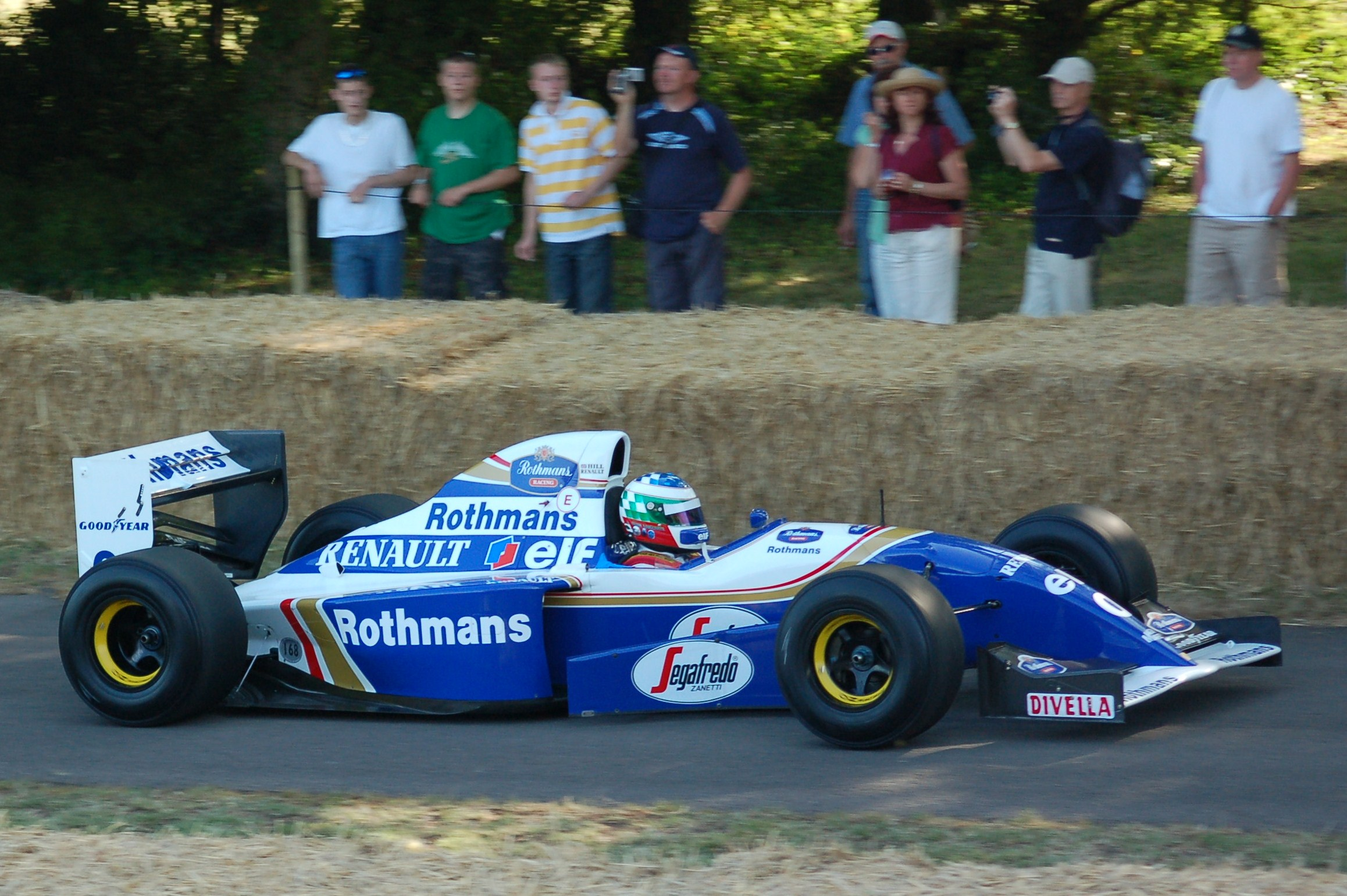
Williams FW16, campeón de constructores temporada 1994
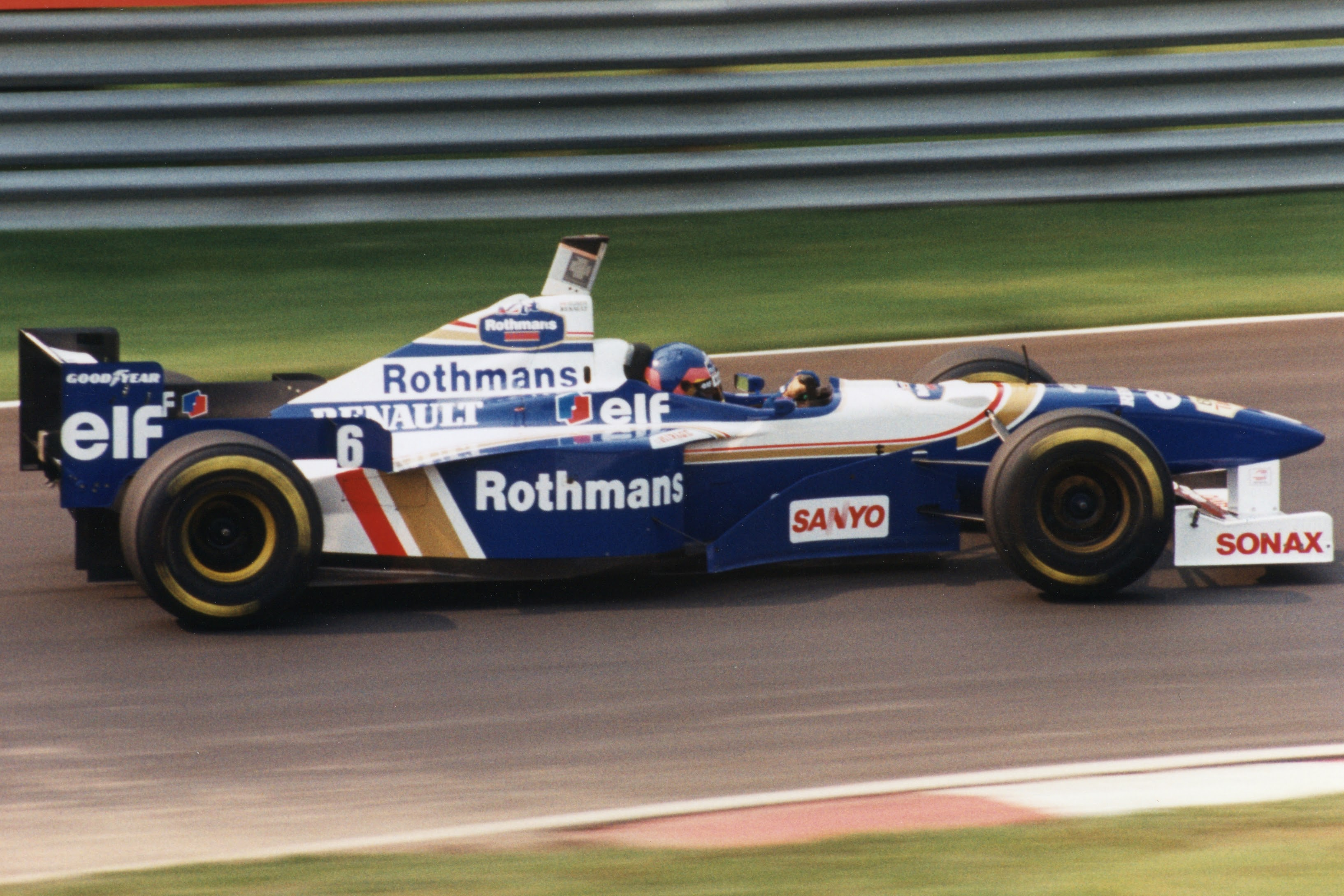
Williams FW18, campeón de constructores temporada 1996
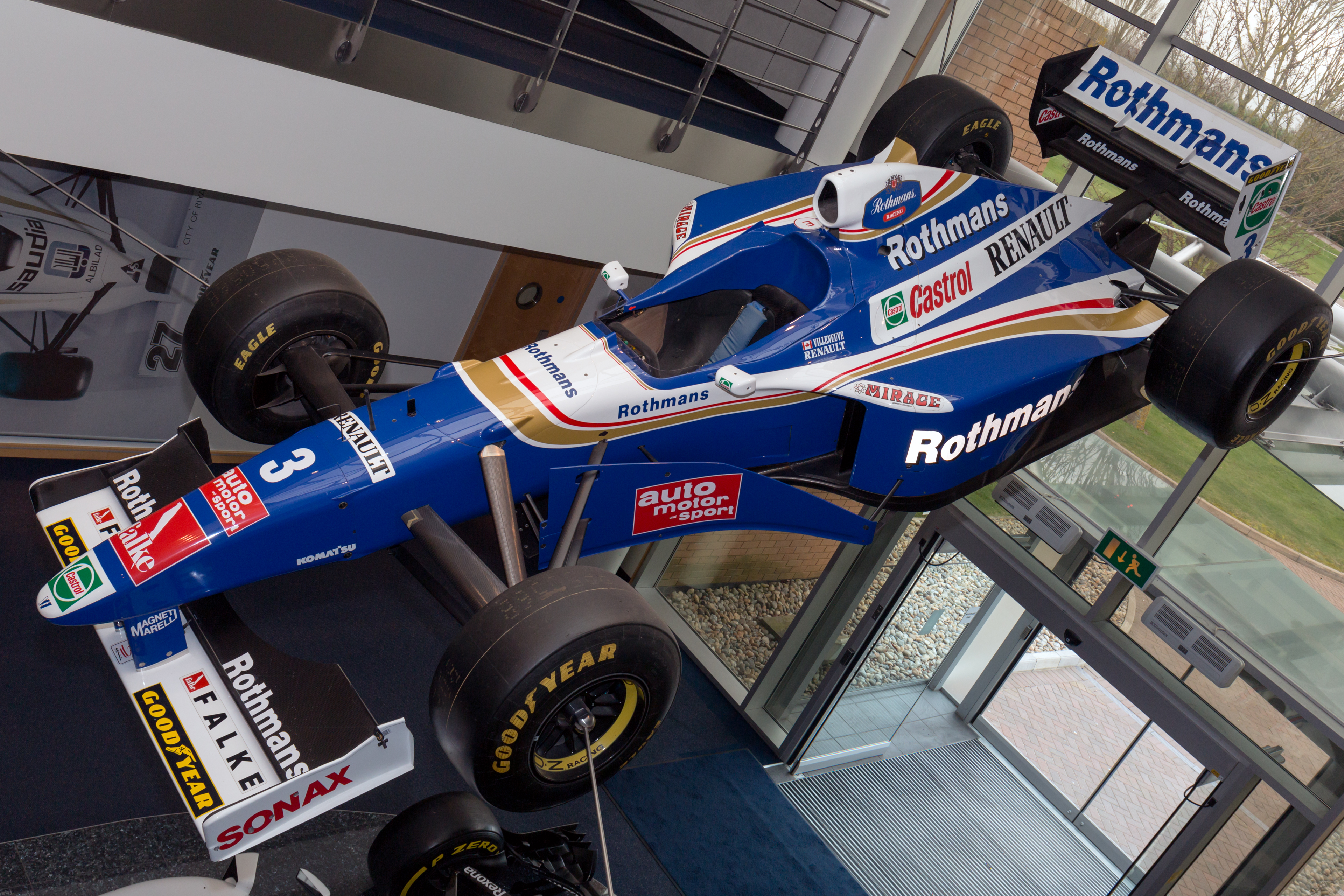
Williams FW19, campeón de constructores temporada 1997

## Palmarés

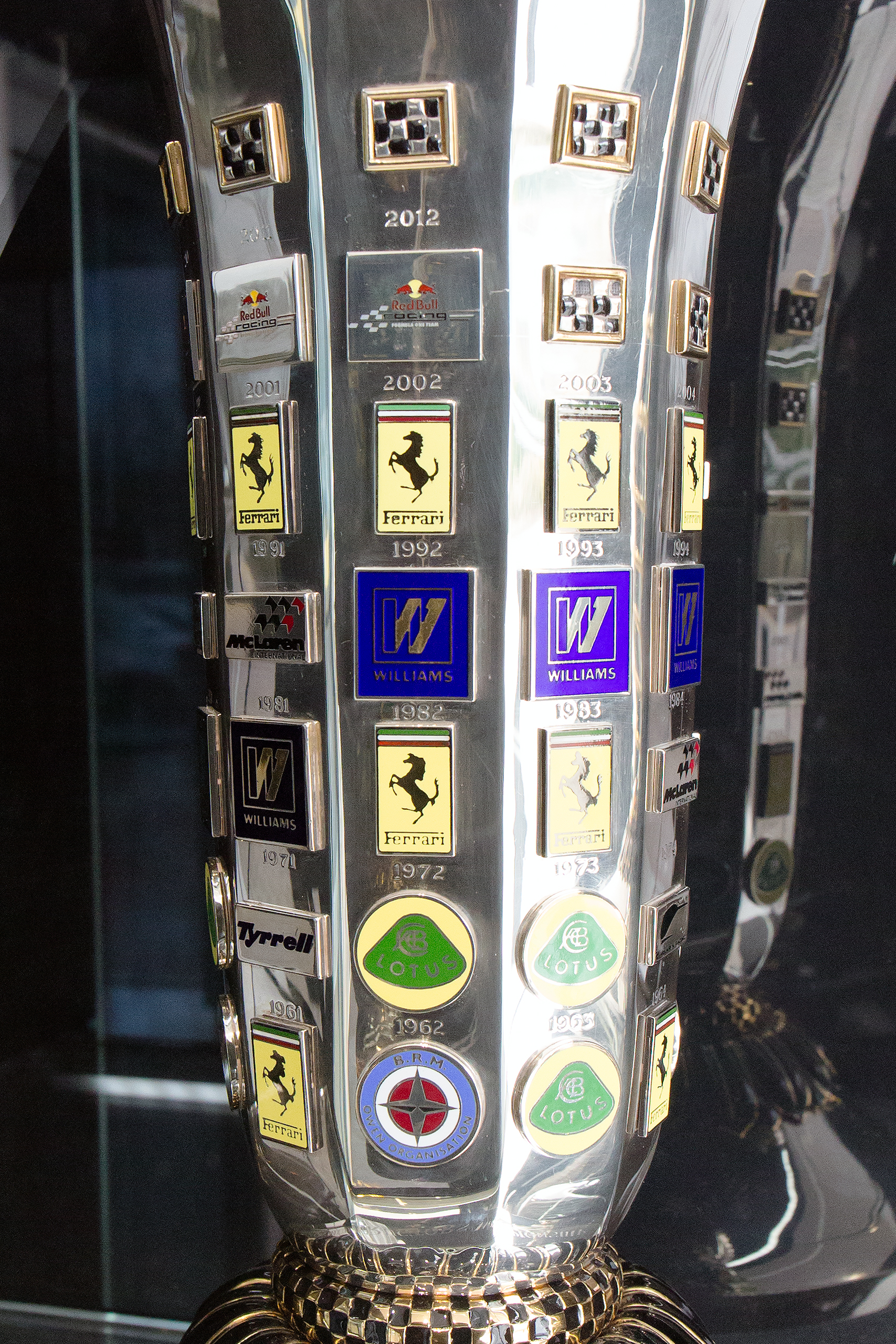
Trofeo del campeonato mundial de constructores de Fórmula 1

- Campeonato Mundial de Constructores de Fórmula 1 (9): 1980, 1981, 1986, 1987, 1992, 1993, 1994, 1996, 1997
- Campeonato Mundial de Pilotos de Fórmula 1 (7): 1980 (Alan Jones), 1982 (Keke Rosberg), 1987 (Nelson Piquet), 1992 (Nigel Mansell), 1993 (Alain Prost), 1996 (Damon Hill), 1997 (Jacques Villeneuve).
- Trofeo DHL Parada Rápida (1): 2016 (Williams FW38)

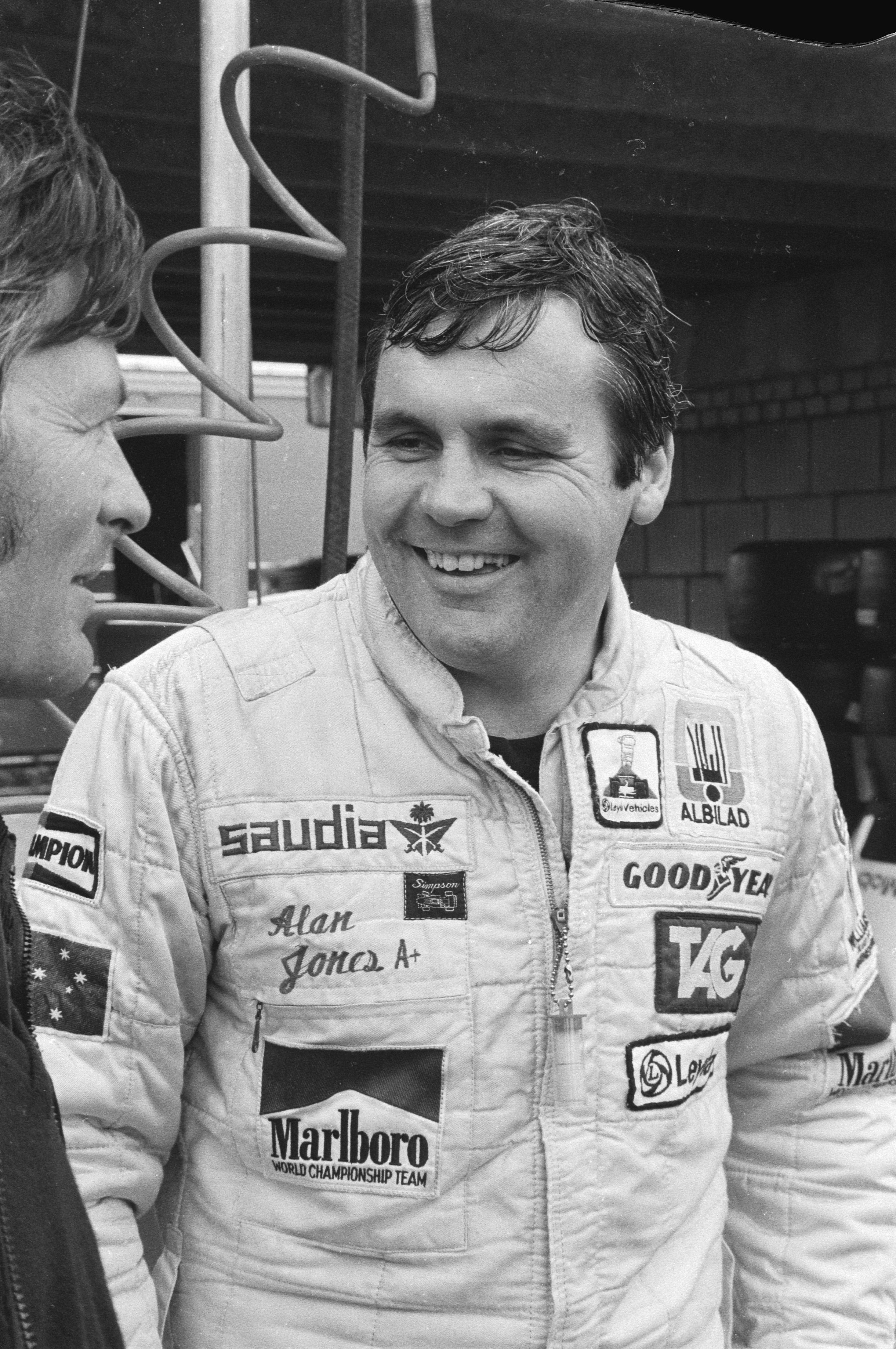
Alan Jones, campeón de pilotos en la temporada 1980
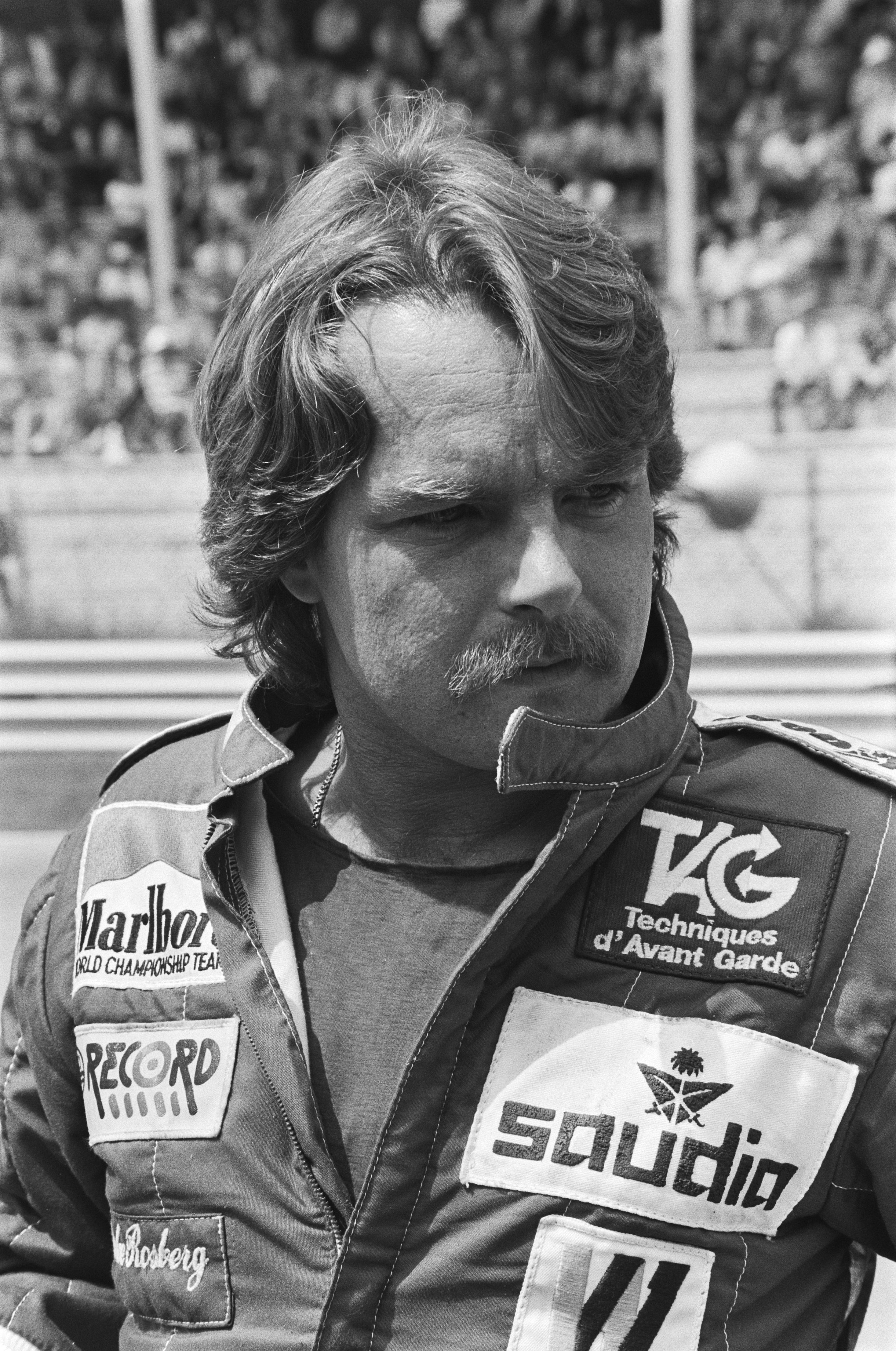
Keke Rosberg, campeón de pilotos en la temporada 1982
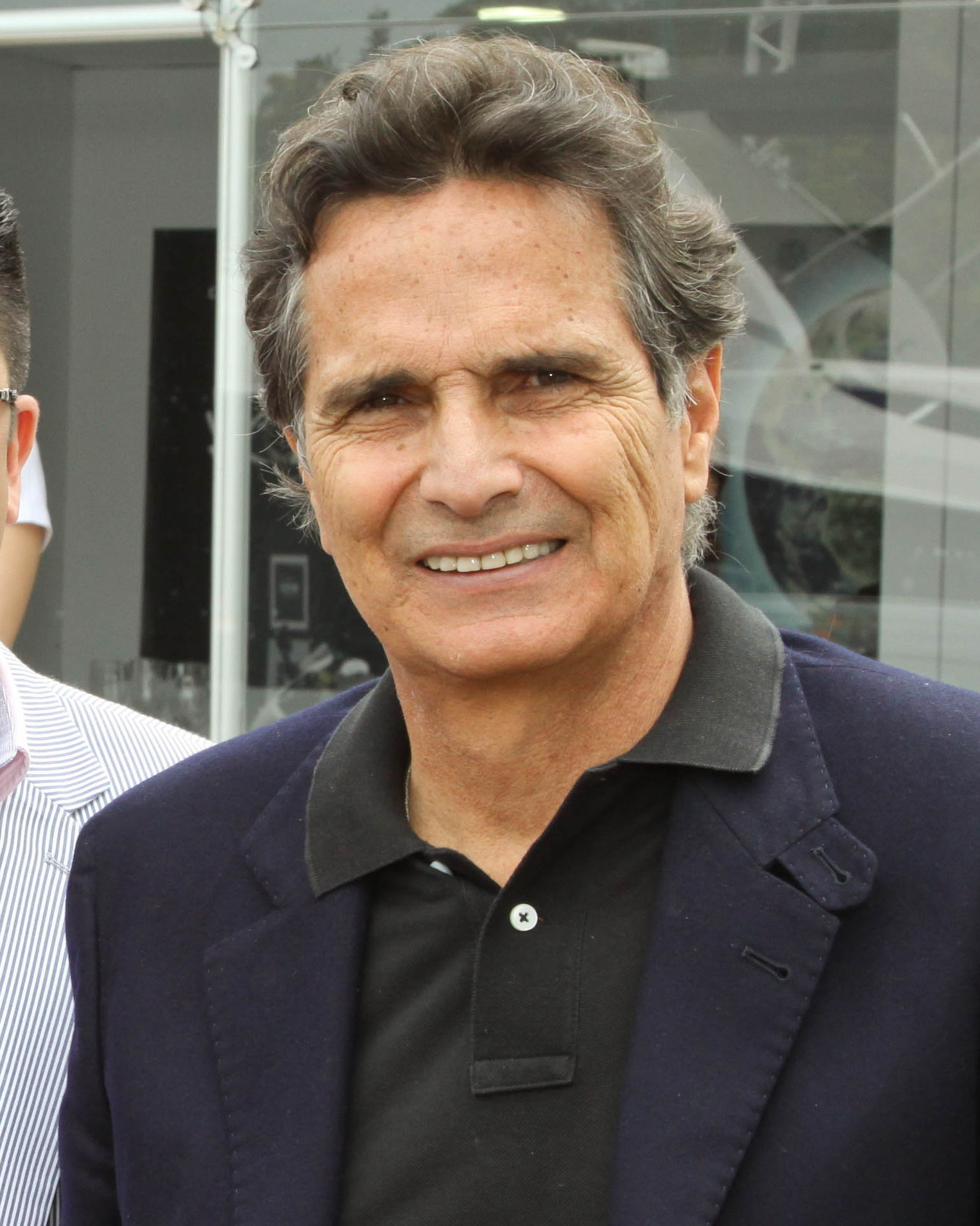
Nelson Piquet, campeón de pilotos en la temporada 1987
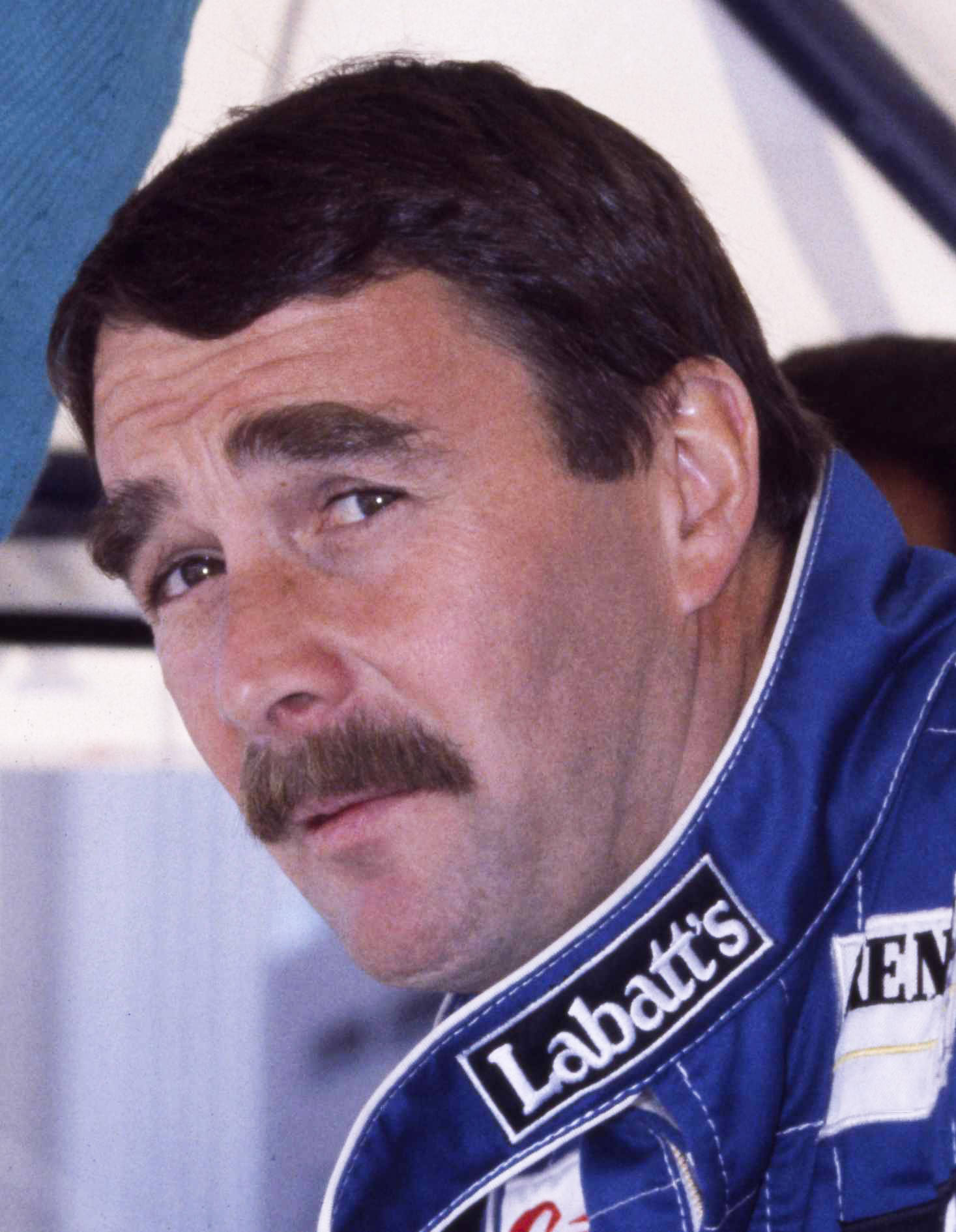
Nigel Mansell, campeón de pilotos en la temporada 1992
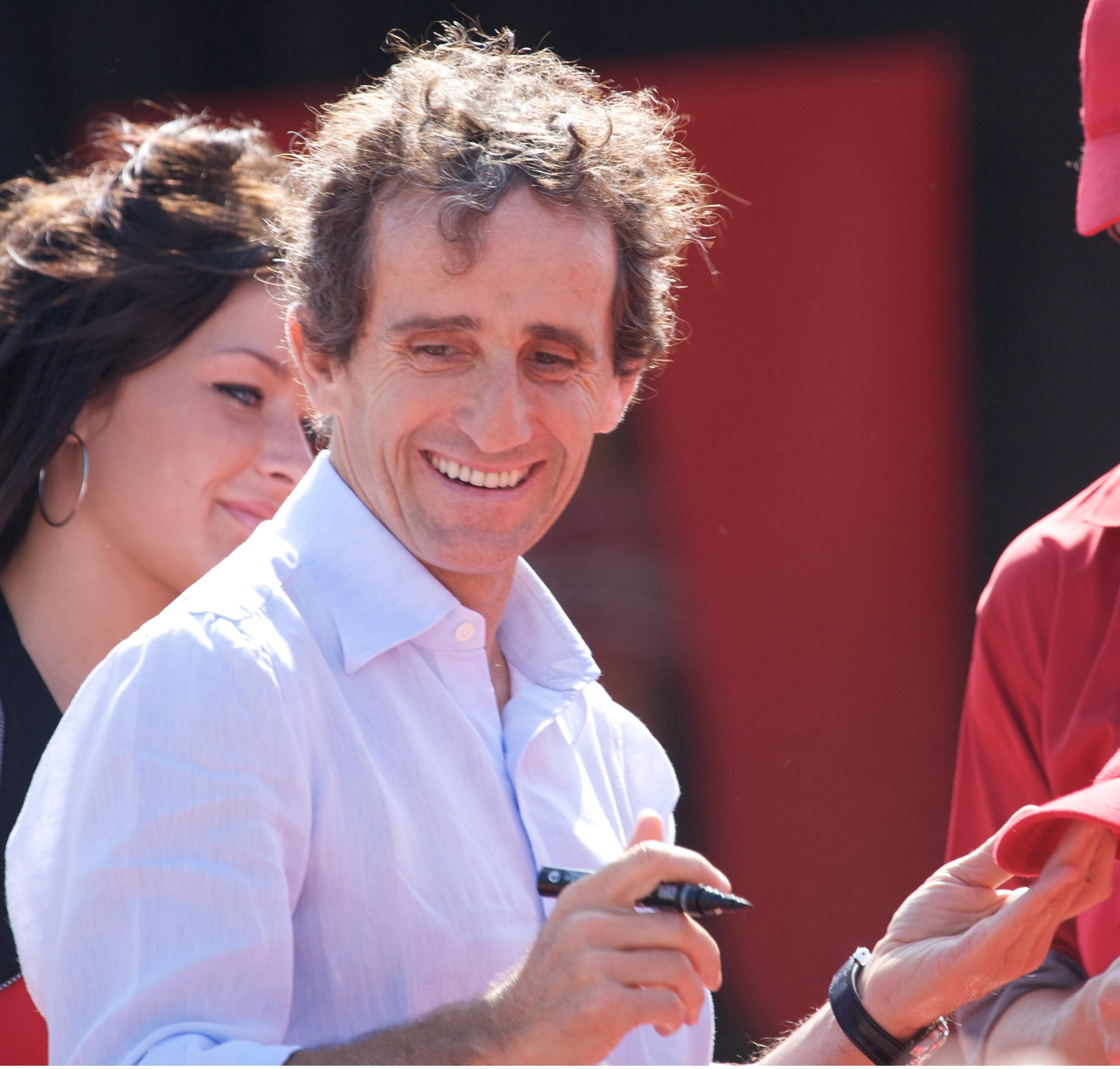
Alain Prost, campeón de pilotos en la temporada 1993
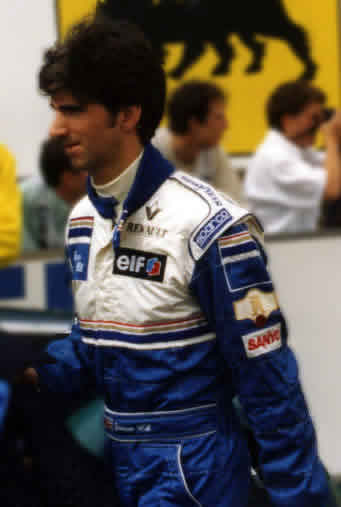
Damon Hill, campeón de pilotos en la temporada 1996
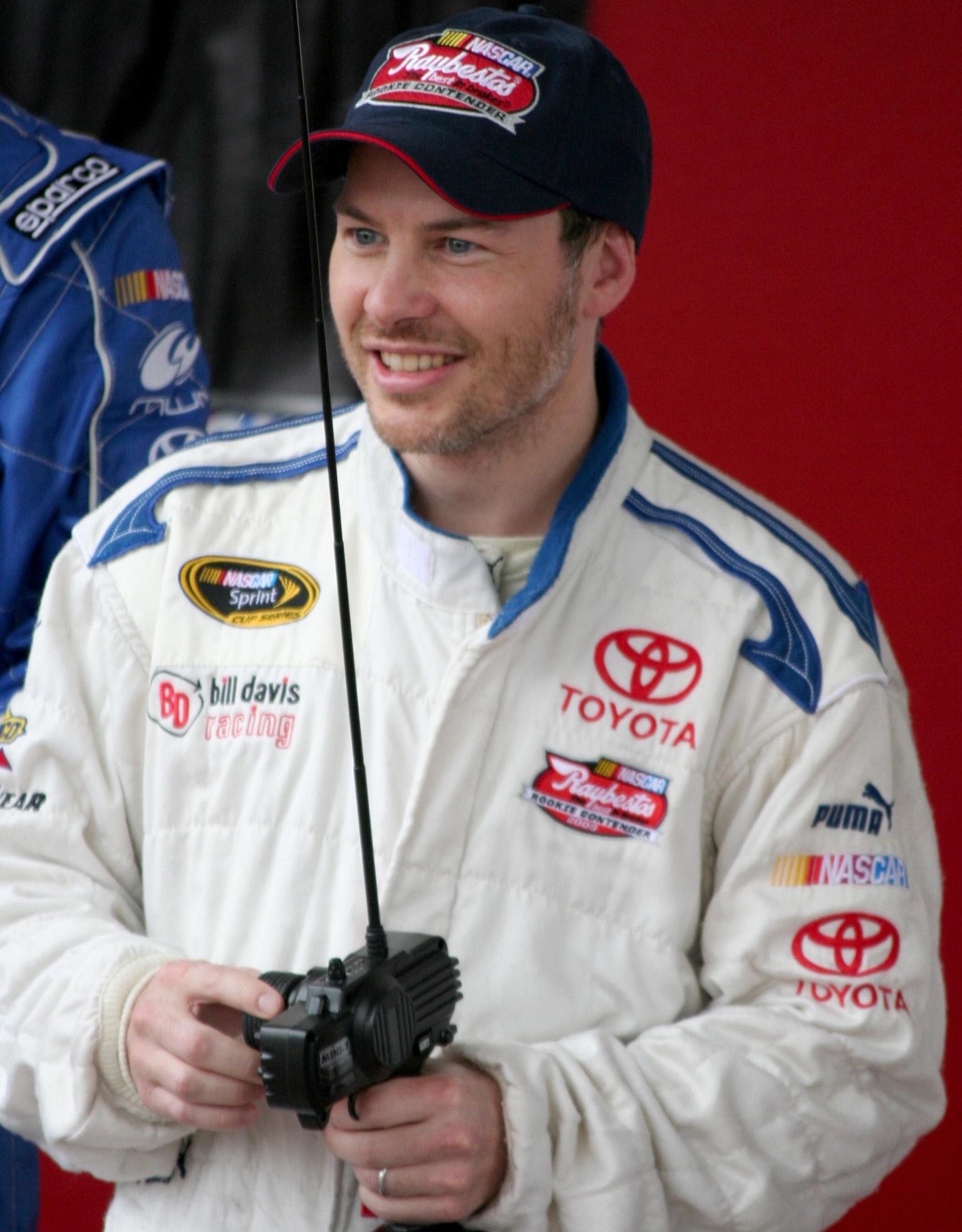
Jacques Villeneuve, campeón de pilotos en la temporada 1997

## Estadísticas de pilotos
Datos actualizados hasta el Gran Premio de Bahrain de 2025
| N.º | Piloto             | GGPP |
| --- | ------------------ | ---- |
| 1   | Nigel Mansell      | 97   |
| 2   | Ralf Schumacher    | 94   |
| 3   | Riccardo Patrese   | 81   |
| 4   | Felipe Massa       | 78   |
| 4   | Valtteri Bottas    | 78   |
| 6   | Alexander Albon    | 78   |
| 7   | Nico Rosberg       | 70   |
| 8   | Juan Pablo Montoya | 68   |
| 9   | Damon Hill         | 65   |
| 10  | Keke Rosberg       | 62   |
| 11  | Nicholas Latifi    | 61   |

| N.º | Piloto             | Victorias |
| --- | ------------------ | --------- |
| 1   | Nigel Mansell      | 28        |
| 2   | Damon Hill         | 21        |
| 3   | Alan Jones         | 11        |
| 3   | Jacques Villeneuve | 11        |
| 5   | Nelson Piquet      | 7         |
| 5   | Alain Prost        | 7         |
| 7   | Ralf Schumacher    | 6         |
| 8   | Keke Rosberg       | 5         |
| 9   | Ricardo Patrese    | 4         |
| 9   | Juan Pablo Montoya | 4         |

| N.º | Piloto             | Podios |
| --- | ------------------ | ------ |
| 1   | Nigel Mansell      | 43     |
| 2   | Damon Hill         | 40     |
| 3   | Ricardo Patrese    | 24     |
| 4   | Juan Pablo Montoya | 23     |
| 5   | Alan Jones         | 22     |
| 6   | Nelson Piquet      | 21     |
| 6   | Jacques Villeneuve | 21     |
| 6   | Ralf Schumacher    | 21     |
| 9   | Carlos Reutemann   | 16     |
| 10  | Keke Rosberg       | 15     |

- Negrita: Piloto en actividad, compitiendo actualmente para Williams.

## Otras actividades
En 1984, Williams participó en el desarrollo del MG Metro 6R4, un automóvil de rally del Grupo B.
Williams compitió en el Campeonato Británico de Turismos desde 1995 hasta 1999 como equipo oficial de Renault, participando con el Renault Laguna. El suizo Alain Menu fue campeón de pilotos con Williams en 1997, y la marca francesa obtuvo el título de marcas de 1995 y 1997. Como parte del programa de Renault en la Fórmula 1 y en turismos en diversos países de Europa, la versión deportiva del Renault Clio I llevó el nombre Williams, aunque el equipo no se involucró en el desarrollo.
Williams desarrolló el monoplaza de Fórmula 2 que se usa desde el resurgimiento del campeonato en 2009, que lleva motores Audi. Asimismo, como parte del acuerdo con el grupo Volkswagen, Williams desarrolló un sistema de recuperación de energía cinética para el Porsche 911 híbrido que compitió en varias carreras de gran turismos.

### Carreras de resistencia
A fines de la década de 2000, Williams se encargó del diseño y construcción de varios sport prototipos por encargo de la marca alemana BMW para disputar las 24 Horas de Le Mans. En 1998 puso en pista el BMW V12 LM, que demostró problemas de refrigeración del motor y terminó en manos privadas en la American Le Mans Series y el Campeonato de la FIA de Sport Prototipos.
En 1999, Williams y BMW lanzaron el BMW V12 LMR. Ese año el modelo ganó las 24 Horas de Le Mans, las 12 Horas de Sebring y tres fechas de la American Le Mans Series.

## Williams en los medios de comunicación

### Televisión
- Williams (2017): Documental dirigido por Morgan Matthews, que aborda la vida familiar y profesional de Sir Frank Williams.[17]
- Formula 1: Drive to Survive (2019): Documental sobre la temporada 2018 de Fórmula 1.[18]

### Libros
- Williams, the story of a racing team (Bruce Grant-Braham, 1990)[19]
- Williams the Business of Grand Prix Racing (Alan Henry, 1991)[20]
- Williams: The legendary story of Frank Williams and his F1 team in their own words (Maurice Hamilton, 2012)[21]
- Williams: A Different Kind of Life (Virginia Williams, 2017)[22]

### Citas
1. ↑  «Las 5 escuderías más ganadoras en la historia de la Fórmula 1». 12up.com. Archivado desde el original el 26 de enero de 2021. Consultado el 18 de noviembre de 2019.
2. ↑  Esta es la directiva que reemplazará a la familia Williams. Soy Motor - 03-09-2020
3. 1 2 3  «CONSTRUCTORS: WILLIAMS F1». grandprix.com (en inglés).
4. ↑  Agencia EFE (30 de mayo de 2013). «Williams usará motores Mercedes». El Mundo.
5. ↑  «Force India: Lance Stroll confirms switch from Williams» (en inglés británico). 30 de noviembre de 2018. Consultado el 14 de octubre de 2019.
6. ↑  Vázquez, Ana (29 de mayo de 2020). «Williams estudia la venta del equipo; rompe con ROKiT». SoyMotor.com. Consultado el 31 de mayo de 2020.
7. ↑  Williams pone a la venta su equipo de F1, rompe con patrocinador. Motorsport - 29-05-2020
8. ↑  El equipo Williams fue comprado por Dorilton Capital. Automundo - 21-08-2020'"
9. ↑  Claire Williams se va de la Fórmula 1. Elintra sports - 03-09-2020
10. ↑  Williams anuncia su nueva junta directiva tras la compra de Dorilton Capital. Motortime - 03-09-2020
11. ↑  «March 761 • STATS F1». www.statsf1.com. Consultado el 9 de noviembre de 2019.
12. ↑  «Williams • STATS F1». www.statsf1.com. Consultado el 9 de noviembre de 2019.
13. ↑  «AT&T Williams - More Than Just a Name». ATT_Williams_Overview. Consultado el 9 de noviembre de 2019.
14. ↑  «Williams Racing cambia de nombre justo antes del inicio de la temporada de F1». GPblog.com. Consultado el 11 de febrero de 2025.
15. ↑  www.groupbrally.com. «MG Metro» (en inglés). Archivado desde el original el 6 de julio de 2012. Consultado el 11 de septiembre de 2012.
16. ↑  periodismodelmotor.com. «BMW V12 LMR: la última victoria del siglo en Le Mans». Consultado el 17 de noviembre de 2019.
17. ↑  imdb.com. «Williams (2017)» (en inglés). Consultado el 17 de noviembre de 2019.
18. ↑  imdb.com. «Formula 1: Drive to survive (2019)» (en inglés). Consultado el 17 de noviembre de 2019.
19. ↑  Grant-Braham, Bruce (1990). Williams, the story of a racing team. Crowood. ISBN 1852233753.
20. ↑  Henry, Alan (1991). Williams the Business of Grand Prix Racing. Patrick Stephens. ISBN 978-1852604349.
21. ↑  Hamilton, Maurice (2012). Williams: The legendary story of Frank Williams and his F1 team in their own words. Ebury Digital.
22. ↑  Williams, Virginia (2017). Williams: A Different Kind of Life. Echo Point Books. ISBN 978-1635610802.